# Белый порт (роман)
Белый порт (азерб. Ağ liman) — повесть азербайджанского писателя Анара.

## История
Книга была издана в 1965 году. Повесть переведена более чем на 35 языков. История, начатая в повести, продолжается в романе Шестой этаж пятиэтажного дома, но каждое из них является самостоятельным произведением.

## Сюжет
В произведении поднимаются нравственные проблемы, речь идет о том, как человек может найти свое место в жизни, прожить полноценную жизнь. 